# Juozas Tatoris
Juozas Tatoris (* 1905 in Ubiškiai, Rajongemeinde Biržai; † 1977 in Kaunas) war ein litauischer Agronom, Zootechniker, Politiker und Vizeminister.

## Leben
1935 absolvierte Juozas Tatoris die Žemės ūkio akademija. Von 1937 bis 1940 war er Agronom in Kėdainiai und Lehrer der Agrarschule in Raseiniai. Von 1940 bis 1952 leitete er als Direktor die  höhere Schule für Milchwesen in Belvederis bei Jurbarkas. 1952 und von 1957 bis 1958 war er Vizeminister am Agrarministerium Litauens.
Ab 1953 lehrte er an der Lietuvos žemės ūkio akademija, von 1953 bis 1957 war er LŽŪA-Rektor und ab 1966 Prorektor.

## Quelle
- Juozas Tatoris. Tarybų Lietuvos enciklopedija, T. 4 (Simno-Žvorūnė). – Vilnius: Vyriausioji enciklopedijų redakcija, 1988. 277 psl.

| Personendaten    | Personendaten                                                 |
| ---------------- | ------------------------------------------------------------- |
| NAME             | Tatoris, Juozas                                               |
| KURZBESCHREIBUNG | litauischer Agronom, Zootechniker, Politiker und Vizeminister |
| GEBURTSDATUM     | 1905                                                          |
| GEBURTSORT       | Ubiškiai, Rajongemeinde Biržai                                |
| STERBEDATUM      | 1977                                                          |
| STERBEORT        | Kaunas                                                        |